# Groningue-Münster
A Groningen Münster foi uma clássica ciclista profissional alemã que se disputou entre Groninga (Países Baixos) e Münster (Alemanha).
Suas duas primeiras edições foram de categoria 1.4 e as três seguintes de 1.3. Em 2005 a prova não se disputou e em sua substituição se criou em 2006 o Giro de Münsterland.

## Palmarés
| Ano  | Vencedor        | Segundo           | Terceiro          |
| ---- | --------------- | ----------------- | ----------------- |
| 2000 | Aart Vierhouten | Raymond Meijs     | Marcus Ljungqvist |
| 2001 | Tom Cordes      | Enrico Poitschke  | Michal Přecechtěl |
| 2002 | Olaf Pollack    | Steffen Radochla  | David McKenzie    |
| 2003 | Robert Förster  | Olaf Pollack      | Jonas Owczarek    |
| 2004 | Robert Förster  | Sebastian Siedler | David Kopp        |

## Palmarés por países
| País          | Vitórias |
| ------------- | -------- |
| Alemanha      | 3        |
| Países Baixos | 2        |